# Торрес, Герсон
Герсон Торрес Баррантес (исп. Gerson Torres Barrantes; род. 28 августа 1997, Эредия) — коста-риканский футболист, полузащитник клуба «Эредиано» и сборной Коста-Рики.

## Клубная карьера
Торрес начал карьеру в клубе «Белен». 23 апреля 2015 года в матче против «Перес-Селедон» он дебютировал в чемпионате Коста-Рики, заменив во втором тайме Кевена Алемана. 18 января 2016 года в поединке против «Депортиво Саприсса» Герсон забил свой первый гол за «Белен».
Летом того же года Торрес перешёл в «Эредиано». 17 июля в матче против «Перес-Селедон» он дебютировал за новую команду. В поединке против «Кармелиты» Герсон забил свой первый гол за «Эредиано».
В начале 2017 года Торрес на правах аренды перешёл в мексиканскую «Америку». 2 марта 2017 года в поединке Кубка Мексики против «Сантос Лагуна» Герсон дебютировал за новую команду. 24 ноября в матче против «Крус Асуль» он дебютировал в мексиканской Примере.
В начале 2018 года Торрес на правах аренды присоединился к «Некаксе». 11 марта в матче против «Керетаро» он дебютировал за новую команду. В своём дебютном сезоне Герсон помог команде завоевать Кубок Мексики. По окончании аренды Торрес вернулся в «Эредиано». В составе команды он дважды выиграл чемпионат.

## Международная карьера
В начале 2017 года Торрес попал в заявку национальной команды на участие в Центральноамериканский кубок в Панаме. 15 января в матче турнира против сборной Белиза он дебютировал за сборную Коста-Рики. Герсон также сыграл в поединке против Никарагуа.
В 2017 году в составе молодёжной сборной Коста-Рики Торрес принял участие в молодёжном чемпионате мира в Южной Корее. На турнире он сыграл в матчах против команд Ирана, Португалии, Замбии и Англии.
17 ноября 2021 года в отборочном матче чемпионата мира 2022 против сборной Гондураса Торрес забил свой первый гол за национальную команду.

### Голы за сборную Коста-Рики
| # | Дата           | Место                                      | Противник | Счёт | Результат | Соревнование                     |
| - | -------------- | ------------------------------------------ | --------- | ---- | --------- | -------------------------------- |
| 1 | 17 ноября 2021 | Национальный стадион, Сан-Хосе, Коста-Рика | Гондурас  | 2:1  | 2:1       | Чемпионат мира 2022 квалификация |

## Достижения
Клубные
 «Эредиано»
- Победитель чемпионата Коста-Рики (2) — Апертура 2018, Апертура 2019

 «Некакса»
- Обладатель Кубка Мексики — Клаусура 2018